# Töpfergrabwespe
Die Töpfergrabwespe (Trypoxylon figulus) ist ein Hautflügler aus der Familie der Crabronidae. Die Art ist nicht gefährdet.

## Merkmale
Die Art erreicht bei weiblichen Imagines eine Körperlänge von 9 bis 12 Millimetern, bei männlichen von 7,5 bis 10 Millimetern.
Sie hat einen sehr schlanken, komplett schwarzen Körper mit einem langen Hinterleib. Die nierenförmigen Facettenaugen sind an der Innenseite stark ausgeschnitten, die Vorderflügel haben nur eine Cubitalzelle. Die Art ist mit anderen Arten der Gattung, aber auch mit denen ähnlicher Gattungen, etwa Pemphredon, zu verwechseln. 

## Vorkommen
Die Töpfergrabwespe ist in Mitteleuropa weit verbreitet und fast überall häufig. In der Paläarktis kann sie bis 1700 Meter über dem Meeresniveau angetroffen werden. Bekannt ist sie weiterhin aus dem Nordosten der USA sowie dem Osten von Kanada. Sie lebt in offenen, schwach bewachsenen Gebieten, wie auch in sonnigen Wäldern und Gärten, die ausreichend Möglichkeiten zur Nestgründung aufweisen. Die Flugzeit ist von Mai bis September. 

## Lebensweise
Anders als der Großteil der übrigen Grabwespen nistet die Töpfergrabwespe in bereits vorhandenen Hohlräumen, wie etwa in Bohrlöchern von Käfern, verlassenen Erdnestern von Wespen, oder in hohlen Stängeln. Die Larven werden vor allem mit Spinnen aus den Familien der Kugelspinnen und Baldachinspinnen ernährt. Mehrere Spinnen werden in den Nistgang eingebracht, ein Ei wird dazugelegt und der Nistgang mit Lehm abgetrennt, um eine weitere Kammer zu füllen. Dabei werden bis zu 30 Spinnen (ggf. sogar über 40 Spinnen) in eine der bis zu neun Brutzellen eingebracht. Schließlich wird die Nestöffnung mit Lehm verschlossen.
Die hieraus schlüpfende Larve frisst etwa knapp eine Woche. Danach wird ein Kokon von ihr innerhalb eines Tages gesponnen.
Als Ruhelarve überwintert sie. Je nach Witterung kann ein geringer Prozentsatz der Larven als sogenannte „Überlieger“ noch eine weitere Überwinterung durchführen.
Trypoxylon figulus gilt als synanthrope Grabwespe. Weibliche Imagines können bis zu ca. vier Wochen leben.
Im Jahresverlauf können zwei, mancherorts sogar drei Generationen hintereinander erfolgen. Als Kuckuckswespe parasitiert Chrysis cyanea bei dieser Art.